# Ким Јангвон
Ким Јангвон (кореј. 김영권; Чонджу, 27. фебруар 1990) је јужнокорејски фудбалер, који тренутно игра за кинески Гуангџоу Евергранде.

## Каријера
Први професионални клуб Ким Јангвона био је јапански Токио. Дебитовао је на утакмици 20. марта 2010. против Осаке, играјући у стартној постави. На крају сезоне Токио је испао из Џеј-лиге, а Гвон је прешао у клуб Омија Ардија.
Дебитовао је у Омији 6. марта 2011. године против Кашиме Антлерса. Укупно је одиграо 40 утакмица за Омију, а клуб је напустио јула 2012. године.
Следећи клуб у Кимовој каријери био је кинески Гуангџоу Евергранде. Први пут за нови тим је наступио 5. августа 2012. у мечу против Тјанђин Теда. У сезони 2012, Гуангџоу је постао шампион Кине.

## Репрезентација
Дебитовао је у репрезентацији Јужне Кореје 11. августа 2010. године на пријатељској утакмици против Нигерије.
На Светском првенству 2018. године, Ким Јангвон је постигао гол у трећем колу против Немачке, Јужна Кореја је изненађујуће победила Немце са 2:0.

## Трофеји

### Гуангџоу
- АФК Лига шампиона (2) : 2013, 2015.
- Првенство Кине (6) : 2012, 2013, 2014, 2015, 2016, 2017.
- ФА куп Кине (2) : 2012, 2016.
- ФА суперкуп Кине (1) : 2016.

## Голови за репрезентацију
Ажурирано дана 27. јуна 2018.
| # | Датум            | Место  | Противник | Гол | Резултат | Такмичење               |
| - | ---------------- | ------ | --------- | --- | -------- | ----------------------- |
| 1 | 3. јун 2011.     | Сеул   | Србија    | 2:0 | 2:1      | Пријатељска             |
| 2 | 26. јануар 2015. | Сиднеј | Ирак      | 2:0 | 2:0      | АФК азијски куп 2015.   |
| 3 | 27. јун 2018.    | Казањ  | Немачка   | 1:0 | 2:0      | Светско првенство 2018. |